# Angelo Di Pietro
Pour les articles homonymes, voir Di Pietro.
Angelo Di Pietro (né le 22 mai 1828 à Vivaro Romano en Latium et mort le 5 décembre 1914 à Rome) est un cardinal italien de la fin du XIXe siècle et du début du XXe siècle.

## Biographie
Angelo Di Pietro est nommé évêque titulaire de Nysse et suffragant de Velletri. Il est promu archevêque titulaire de Nazianze en 1877 et envoyé comme nonce apostolique dans l'empire du Brésil (en) en 1879, puis en Bavière en 1882, puis en Espagne en 1887.
Le pape Léon XIII le crée cardinal lors du consistoire du 16 janvier 1893. Le cardinal Di Pietro est 
préfet de la Congrégation du Concile, camerlingue du Sacré Collège en 1895-1896 et préfet de la Congrégation des évêques.
Le cardinal Di Pietro participe au conclave de 1903, lors duquel Pie X est élu pape, et au conclave de 1914 (élection de Benoît XV).

## Succession apostolique
Angelo Di Pietro a ordonné les évêques suivants :
- Évêque Pedro Juan Aponte (1879)
- Archevêque Cláudio José Gonçalves Ponce de Leão (pt), C.M. (1881)
- Évêque Arsenio del Campo y Monasterio, O.S.A. (1888)
- Archevêque Francisco Sáenz de Urturi y Crespo, O.F.M. (1891)
- Patriarche Jaime Cardona y Tur (1892)

### Source
- Fiche du cardinal Angelo Di Pietro sur le site fiu.edu

- Ressources relatives à la religion :   - Catholic Hierarchy
  - Cardinals of the Holy Roman Church
- Notice dans un dictionnaire ou une encyclopédie généraliste :   - Deutsche Biographie
- Notices d'autorité :   - VIAF
  - ISNI
  - GND